# Eunica theophania
Eunica theophania är en fjärilsart som beskrevs av Hans Fruhstorfer 1908. Eunica theophania ingår i släktet Eunica och familjen praktfjärilar. Inga underarter finns listade i Catalogue of Life.